# Tall Tamr
Tall Tamr (arab. ‏تل تمر‎, aram. ‏ܬܠ ܬܡܪ‎, kurd. Girê Xurma) – miasto w Syrii, w muhafazie Al-Hasaka. W spisie z 2004 liczyło 7285 mieszkańców.

## Historia
Miejscowość powstała w latach trzydziestych XX wieku, założona przez asyryjskich chrześcijan.
Działania syryjskiej wojny domowej dotknęły miejscowość w 2014 roku, gdy wobec zagrożenia ze strony terrorystów ISIS miejscowa ludność zwróciła się do Kurdów z YPG o obronę miasteczka. W lutym 2015 terroryści ISIS zajęli Tall Tamr i porwali 90 cywilów. W marcu uwolnili jedynie dziewiętnastu. W maju Kurdowie odbili miejscowość. 10 grudnia tego samego roku w potrójnym samobójczym ataku ISIS zginęło 60 osób. Syria odzyskała kontrolę nad okolicą 14 października 2019, gdy do Tall Tamr weszli żołnierze Sił Zbrojnych Syrii.